# 小原久吉商店
株式会社小原久吉商店（おはらひさきちしょうてん）は、和歌山県有田郡湯浅町湯浅にある調味料メーカー。弘化年間～嘉永年間の創業と伝えられる県下有数の名門醸造元である。また、2005年、8代目当主より始まった、やまじシスターズを使った販売戦略でも知られている。
やまじのブランド名で知られており、このやまじとは初代の山家屋治兵衛（やまがやじへえ）の屋号に因んでいる。創業当初は「山家屋治兵衛」という店名であったが、3代目小原久吉が現屋号に改名、その後6代目までは小原久吉の名を襲名していた。7代目久良の代から株式会社に改組している。
主力商品の再仕込み醤油は『湯浅醤油』という名称で商品化している。この湯浅醤油という名称は、湯浅に蔵元を置く他社も使用しており、商標化されているわけではない（但し、屋号を用いたやまじ湯浅醤油として登録商標化している）。その他、金山寺味噌やぽん酢の他に、やまじシスターズの関連商品として蜜柑ジュースやゼリーなどの加工食品や地サイダー、レトルトカレー、湯浅醤油を使った和歌山ラーメンなど幅広い商品開発を行っている。

## 概要
- 創業 - 弘化元年（1844年）頃
- 本社所在地 - 和歌山県有田郡湯浅町湯浅927
- 代表者
  - 代表責任者 小原良樹

## 店舗
和歌山県（2店舗）
- 湯浅町 - 本店、国道店